# Koninkrijk Pattani
Het Koninkrijk Pattani (ook wel Sultanaat Pattani genoemd) is een oud islamitisch koninkrijk, dat ten zuiden van Thailand lag. De geschiedenis van Pattani begint ongeveer in de 13e eeuw van onze jaartelling. Het koninkrijk omvatte op zijn hoogtepunt de Thaise provincies Yala, Narathiwat en Pattani en delen van het noorden van hedendaags Maleisië. De hoofdstad was de huidige stad Pattani. 

## Vroege koninkrijk
Kort na het ontstaan wordt Pattani een vazalstaat van het Thaise koninkrijk Sukhothai, later gaat het over aan het koninkrijk Ayutthaya. Door de eeuwen heen vormt Pattani zo een belangrijke leverancier van manschappen aan beide koninkrijken in hun oorlogen. 

## Rebellie
Na de 1e val van de stad stad Ayutthaya aan de Birmezen in 1564 stuurt de sultan van Pattani troepen om te helpen de stad te heroveren. Maar bij aankomst rebelleerde de sultan, verklaarde zich onafhankelijk en veroverde Ayutthaya. Bij een Thaise tegenaanval komt de sultan om het leven. Pattani wordt hierop wederom een vazalstaat.

## Vier prinsessen
Pattani leed behalve onder bezetting ook onder interne problemen. Aan het einde van de 16e eeuw werd men gedwongen om een prinses als heerser aan te stellen omdat alle mannelijke troonopvolgers elkaar hadden laten vermoorden. Koningin Ijau was de eerste van 3 zussen en 1 nicht die achtereenvolgend de heerser waren. Volgens historische bronnen brachten zij Pattani tot een ongekende bloeiperiode. Maar ook tijdens hun heerschappij waren er veel pogingen tot moord en coups. Tijdens de heerschappij van de tweede koningin, Biru, bedreigde Ayutthaya het koninkrijk steeds maar meer. Zij liet hierop 3 kanonnen maken die ze doopte met de namen Seri Patani, Seri Nagara en Mahalela. In tegenstelling tot haar zussen die vóór haar heersten, stak de 3e koningin Ungu haar minachting voor de Ayutthaya-heersers niet onder stoelen of banken. Ze weigerde tribuut te betalen aan koning Prasatthong. In 1634 viel Prasatthong het koninkrijk Pattani aan, de VOC stuurde een aantal schepen om te helpen.

## Annexatie
Bij de 2e val van de stad Ayutthaya aan de Birmezen in 1767 verklaart zowel Pattani als andere vazaalstaten zich onafhankelijk van Ayutthaya. Onder koning Rama I wordt Pattani opnieuw bij nu Siam gevoegd. In 1785 volgt er wederom een opstand tegen de overheersing vanuit Bangkok. Koning Rama II verdeelt in 1816 het koninkrijk Pattani in 7 kleine staten (Patani, Raman, Jalar, Sai, Legeh, Jering en Nongcik) en maakt zo een einde aan de heerschappij van de sultan van Pattani.
Na de annexatie zijn er nog diverse opstanden in het gebied geweest van de bevolking om te proberen het weer onafhankelijk te maken van de Thaise overheersers. De overwegend moslim bevolking in het gebied voelt zich achtergesteld ten opzichte van de overwegend boeddhistische bevolking in de rest van het land. In 2004 is de opstand opnieuw opgelaaid. Het Tak Bai incident en andere incidenten zijn het gevolg. Bijna dagelijks vinden er in het gebied aanslagen plaats waarbij vooral boeddhistische monniken, de politie en het leger het doelwit vormen. De opstandelingen willen in het gebied een nieuwe staat genaamd Pattani vestigen.